# Abercrombie (rivière)
Pour les articles homonymes, voir Abercrombie.
L'Abercrombie est une rivière de la Nouvelle-Galles du Sud en Australie et un affluent du Lachlan dans le bassin du Murray-Darling.

## Géographie
Longue de 186 km, elle prend sa source au Mont Verong à 1 130 m d'altitude. C'est un affluent de la rivière Lachlan qu'elle rejoint au niveau du lac artificiel Wyangala près de Cowra (à 378 m d'altitude).
Elle a cinq affluents principaux : Bolong River, Isabella River, Burra Burra Creek, Copperhannia Creek et Tuena Creek.
La rivière traverse le Parc national de la Rivière Abercrombie qui abrite une importante collection d'ornithorynques et de rakali.
La route reliant Goulburn et Oberon traverse la rivière au niveau des gorges de l'Abercrombie.